# Tou ze
Tou ze é um filme de drama hong-konguês de 2011 dirigido e escrito por Ann Hui. Foi selecionado como representante de Hong Kong à edição do Oscar 2012, organizada pela Academia de Artes e Ciências Cinematográficas.

## Elenco
- Andy Lau - Roger Leung (梁羅傑)
- Deanie Ip - Peach / Chung Chun-to (桃姐/鍾春桃)
- Wang Fuli - mãe de Roger
- Qin Hailu - Ms Choi (蔡姑娘)
- Paul Chun - Kin (堅叔)
- Leung Tin
- Yu Man-si - Sharon
- Eman Lam - Carmen